# Paläontologische Zeitschrift
PalZ – Paläontologische Zeitschrift (vormals nur Paläontologische Zeitschrift) ist eine 1913 von Otto Jaekel gegründete, wissenschaftliche Fachzeitschrift für Paläontologie. Sie wurde und wird herausgegeben von der Paläontologischen Gesellschaft. Ab 1914 erschien sie regelmäßig mit mindestens zwei Heften pro Jahr, ab 1998 erscheint sie mit vier. 1914 bis 1944 erschien sie bei der Gebrüder Borntraeger Verlagsbuchhandlung, nach dem Krieg bei der E. Schweizerbart’sche Verlagsbuchhandlung. Seit 2009 wird die Paläontologische Zeitschrift vom Springer-Verlag publiziert. Die Artikel befassen sich mit der Paläobiologie von Einzellern, Wirbellosen und Wirbeltieren und mit der Palichnologie gleichermaßen. Bis in das späte 20. Jahrhundert waren sie vor allem in deutscher Sprache abgefasst, seltener auf Englisch (zuerst ab 1927) oder Französisch (zuerst ab 1932). Mittlerweile werden zur Veröffentlichung eingereichte Artikel einem Peer-Review unterzogen und die verwendete Sprache ist vorwiegend Englisch (erst 1987 gab es mehr englische als deutsche Artikel).
Von 1914 bis 2008 erschienen 82 Bände mit 313 Heften inklusive zweier Sonderhefte (1956, 1962). Darin abgedruckt waren 1895 Einzelartikel und 59 Nekrologe auf 27.820 Seiten mit 11.210 Abbildungen und 1014 Tafeln. Bis auf Krisenzeiten (wie 1917, 1941, 1945 bis 1950) erschien jeweils ein Band jährlich. Das Format und Erscheinungsbild der Zeitschrift nebst Logo der Gesellschaft wechselte seit ihrem
ersten Heft mehrfach.
Langjährige hauptverantwortliche Redakteure (Schriftleiter, „Herausgeber“) waren Hermann Schmidt und Helmut Hölder.
Der Impact Factor der Paläontologischen Zeitschrift lag im Jahr 2021 bei 1,553. Damit belegte sie in der Statistik des Science Citation Index Rang 32 von 43 Fachzeitschriften der Kategorie „Paleontology“.